# Master of Magic
Master of Magic est un jeu vidéo de stratégie au tour par tour sorti en 1994 pour DOS. Développé par Simtex Software, puis édité par MicroProse, il a été conçu par Steve Barcia, également à l'origine de Master of Orion et Master of Orion II: Battle at Antares. En 1997, Asmik Ace Entertainment publie une version PlayStation développée par Opera House : Civizard: Majutsu no Keifu (シヴィザード 魔術の系譜) ; cette version aux graphismes améliorés n'existe qu'en japonais.
Master of Magic peut être regardé comme un Civilization mis en scène dans une ambiance fantasy ; doté d'un système de combat plus complexe et d'un univers original comportant deux plans d'existence (Arcanus et Myrror), Master of Magic a inspiré plusieurs jeux ultérieurs.

## Synopsis
Le joueur incarne un magicien mis en compétition avec d'autres sorciers ; pour l'emporter, il doit détruire tous ses concurrents ou tous les bannir grâce au Spell of Mastery, un sort très puissant difficile à découvrir et à lancer. Ses ressources, tant magiques que financières, proviennent d'une gestion avisée de son domaine, de ses villes et de ses troupes.
Avant de commencer, le joueur doit choisir l'un des magiciens prédéfinis ou créer le personnage qui correspondra à ses vœux ; dans ce cas, le joueur choisit son portrait, puis répartit un ensemble de points dans des caractéristiques (alchimiste, artisan, célèbre, charismatique, seigneur de guerre, etc.) et des livres de sorts, puis choisit la race dont il sera le chef (elfes, elfes noirs, gnolls, halflings, hommes-bêtes, humains, nains, trolls, etc.). Lorsque la partie débute, le joueur ne possède qu'un hameau et toute la carte est masquée par un brouillard de guerre.
Des évènements aléatoires, favorables ou défavorables, rythment le jeu.

## Système de jeu

### Monde
Le monde est divisé en deux plans : Arcanus, dont l'environnement ressemble à celui qui se trouve sur Terre, et Myrror, qui est une ombre miroir d'Arcanus aux propriétés magiques plus prodigues. Tous les éléments géographiques sont générés aléatoirement en début de partie : océans, îles et continents, villes appartenant aux joueurs ou à des clans neutres, constructions abandonnées (qui renferment parfois des objets magiques, des livres de magie, des héros prisonniers, etc.), nodes qui génèrent de l'énergie magique, et tours qui permettent de passer d'un plan à l'autre. La plupart des lieux sont protégés par des créatures hostiles.
Dans ses villes, un joueur peut construire les bâtiments propres à la race qui peuple la cité ; ces bâtiments modifient l'efficacité productive de la ville et la diversité des unités qui peuvent y être formées ; par exemple, un grenier à grain améliore le taux de croissance de la population, une scierie augmente la production brute, un marché augmente la production de richesse, un temple augmente la production d'énergie magique, une écurie permet d'enrôler des unités montées, etc. Les terrains autour de la ville sont également importants : une scierie augmentera d'autant plus la production locale qu'il y a de forêts proches, une guilde d'alchimistes permettra de forger des armes en adamantium s'il y a des gisements de ce minéral à proximité, des plaines fertiles favoriseront la croissance de la population alors que des déserts auront l'effet inverse, etc.
La taille de la population d'une ville est représentée par un nombre d'individus, et ces habitants se divisent entre travailleurs (qui augmentent la quantité de production de la ville), paysans (qui produisent de la nourriture pour la ville et un surplus pour le royaume) et insurgés (qui ne font rien, mais peuvent conduire à l'indépendance de la ville s'ils sont trop nombreux) ; des malus de bonheur sont appliqués en fonction du taux d'imposition et si la race de la ville n'est pas la même que celle qui peuple la capitale du sorcier.

### Magie

Les couleurs décrivant les magies de Magic : l'assemblée se retrouvent dans Master of Magic.

La magie est divisée en cinq sphères spécialisées et une sphère généraliste : la « magie de la vie » (blanche) est une magie bénéfique axée sur la croissance et la prospérité des villes, le renforcement des troupes, et la lutte contre le mal ; la « magie de la mort » (noire), opposée à la magie de la vie, sert à affaiblir ou à corrompre les territoires et les êtres, et dispose d'une vaste panoplie de sortilèges d'invocation de créatures maléfiques ou de morts-vivants ; la « magie de la nature » (verte) permet de manipuler les forces naturelles ; la « magie du chaos » (rouge) est une magie d'attaque et de destruction ; la « sorcellerie » (bleue) permet de produire des illusions, parfois redoutablement réelles, et de manipuler les esprits ; la « magie arcane » (incolore) regroupe tous les sorts non spécialisés, essentiellement utilitaires. Chaque sphère de magie permet de lancer des sorts de combat ou d'invocation de créatures, des enchantements sur les créatures ou les villes, voire des enchantements globaux qui impactent les plans d'Arcanus et de Myrror.
Excepté la magie arcane, disponible sans restriction, le degré de spécialisation d'un magicien dans une sphère est représenté par un nombre de livres (de 1 à 11) ; une spécialisation poussée facilite grandement la découverte des sorts les plus rares, souvent des plus puissants.
L'énergie magique brute canalisée par un magicien est répartie en trois pour générer des points de mana (stockés dans une réserve et consommés lors du lancement d'un sort), augmenter la compétence magique du magicien (c'est-à-dire : le nombre maximum de points de mana qui peuvent être dépensés en un tour), ou pour rechercher un nouveau sortilège.

### Unités et héros
Chaque race possède ses propres unités (archers, archers à cheval, berserkers barbares, catapultes, chamans, hallebardiers, chevaucheurs de vouivres, etc.) ; le joueur ne peut donc enrôler que des troupes typiques des races qui peuplent les villes de son empire, sauf à engager des mercenaires qui viennent proposer leurs services.
Toute unité est composée de personnages, qui possèdent chacun des points de vie, une compétence d'attaque au corps à corps, une compétence de défense, une compétence de résistance magique, un potentiel de mouvement, et souvent des capacités spéciales (attaque spéciale — ex. : tir à distance, souffle enflammé, haches à lancer, etc. —, résistance au poison, initiative, invisibilité, chance, etc.) ; il est parfois avantageux de disposer d'unités avec de nombreux personnages. L'entretien des troupes nécessite de l'or et de la nourriture.
Un héros est une unité spéciale composée d'un seul personnage. De race et de profession diverses, un héros possède un profil qui le prédispose à devenir exceptionnel par rapport à des unités plus classiques ; en outre, le joueur peut l'équiper d'artéfacts (trouvés ou fabriqués) qui le renforceront encore.
Les armées sont composées d'une à neuf unités ; la rencontre de deux armées engendre un combat sur une carte tactique en vue isométrique. Ces combats se déroulent au tour par tour : chaque adversaire déplace ses unités et les fait combattre, tirer des projectiles, lancer des sorts, ou utiliser une capacité spéciale. Les unités acquièrent de l'expérience si elles survivent à un affrontement.

### Diplomatie
Établir un contact avec un autre magicien permet d'initier des relations diplomatiques avec son voisin. La qualité initiale de cette relation dépend étroitement des types de magie que pratiquent les interlocuteurs ; par exemple : un magicien spécialisé en magie de mort sera perçu négativement par ses voisins. Les relations diplomatiques évoluent ensuite en fonction des actes du joueur et de la personnalité des leaders adverses.
Les options diplomatiques se limitent à conclure des pactes de non-agression ou des alliances, négocier un tribut, échanger des sorts, ou demander la paix en cas de guerre.

## Accueil
| Master of Magic       |      |       |
| Média                 | Pays | Notes |
| AllGame               | US   | 4/5   |
| Computer Gaming World | US   | 4/5   |
| Gen4                  | FR   | 90 %  |
| Joystick              | FR   | 92 %  |
| PC Gamer UK           | GB   | 88 %  |

À sa sortie, Master of Magic reçoit un accueil mitigé à cause d'un nombre élevé de bugs et d'une intelligence artificielle limitée ; mais, patch après patch, le titre s'impose progressivement comme une nouvelle référence vidéoludique, dont l'ambiance et la richesse semblent sans fin.
Master of Magic eut un impact majeur sur le genre des jeux de stratégie au tour par tour dans un univers médiéval-fantastique et sert souvent de référence lors de l'évaluation de jeux au gameplay similaire, comme par exemple les séries Age of Wonders,, ou Dominions.

## Postérité
En 1997, MicroProse utilise le moteur de Civilization II pour inclure un mini Master of Magic comme scénario dans l'extension Civilization II: Fantastic Worlds. La même année, Steve Barcia indique que Master of Magic II serait achevé pour le printemps 1998, avec de nombreuses nouveautés et un éditeur de sortilèges ; hélas, Simtex ferme au cours de cette même année. MicroProse indique alors qu'ils se chargeront de développer une suite, mais ce projet est abandonné lorsque la situation financière de la société se détériore en l'an 2000.
En avril 2013, Wastelands Interactive lance avec succès une campagne Kickstarter pour financer le jeu Worlds of Magic, présenté comme le successeur spirituel de Master of Magic ; le concepteur George Edward Purdy, qui avait travaillé sur Master of Orion et Master of Magic, rejoint l'équipe.
En 2015, aucun Master of Magic II n'a encore été produit ou annoncé.